# Мягкое вещество
Физика мягкого вещества — раздел физики конденсированного состояния. В русском языке термин «мягкое вещество» не устоялся, встречаются также термины «мягкая материя», «мягкое конденсированное вещество». Обобщающее название для исследований в разных областях физики и науки о материалах, включая изучение:
- жидкостей (гидродинамика, реология);
- полимеров (наука о полимерах), включая:
  - гели;
  - эластомеры;
  - полиэлектролиты;
- коллоидных систем, включая:
  - пены;
  - эмульсии;
- гранулярные вещества (сыпучие тела);
- мембраны;
- поверхностно-активных веществ;
- жидких кристаллов;
- белков и других биологических материалов.

Отметим, что этот ориентировочный список неполон, а некоторые пункты пересекаются с другими.
Для исследований в таких областях, проводящихся в русскоговорящих странах, обобщающий термин «мягкого тело» в официальной речи обычно не используется. В то же время в английском, французском и других языках соответствующее словосочетание (англ. soft matter, фр. matière molle) вполне устоялся, выходят книги с таким названием, издается журнал Soft Matter, читаются университетские курсы.
Термин был введён в начале 1970-х годов М. Вейссие. Одним из отцов физики мягкого вещества считается П.-Ж. де Жен.

## Научные журналы
Термин «мягкое тело» охватывает очень широкий круг дисциплин, поэтому следует указать лишь ведущие научные журналы, где уместна публикация результатов по большинству подразделов этой науки:
- Soft Matter
- Langmuir
- Physical Review E
- Journal of Chemical Physics
- European Physical Journal E